# دوري الدرجة الأولى الأرجنتيني 1933
دوري الدرجة الأولى الأرجنتيني 1933 (بالإسبانية: Campeonato de Primera División 1933)‏ هو الموسم 3 من  دوري الدرجة الأولى الأرجنتيني. الذي يشرف على تنظيمه اتحاد الأرجنتين لكرة القدم، وكان عدد الأندية المشاركة فيه  18، وفاز فيه نادي سان لورينزو.